# Pristinailurus
Genre
Pristinailurus est un genre fossile monotypique de mammifères de la famille des Ailuridés et de la sous-famille des Ailurinae.

## Liste d'espèces
Selon Paleobiology Database (8 mai 2019) :
- Pristinailurus bristoli